# Cecilia Barraza
Cecilia Augusta Barraza Hora (Lima, 5 de noviembre de 1952) es una cantante e  intérprete peruana de música criolla, difusora de la música originaria del Perú.

## Biografía
Nacida en una familia que continúa exponiendo arte. Es la hermana menor del abogado y poeta peruano Carlos Barraza Hora y del comediante peruano Miguel "Chato" Barraza.
Su trayectoria artística se inicia en el mes de abril del año 1971, a los 18 años, tras su participación en el programa de televisión Trampolín a la fama, donde obtiene el triunfo como la mejor intérprete. En ese concurso interpreta un tema de Alicia Maguiña: Todo me habla de ti. Chabuca Granda la oye, y tras sentirse deslumbrada por su dulce voz le propone llevarla a México para una gira artística en diferentes escenarios de ese país junto con el grupo Perú Negro, uno de ellos en el prestigioso Palacio de Bellas Artes. Cecilia acepta y de esta manera empieza su vertiginosa ascenso a una de las grandes figuras de la música peruana.
Cecilia elige como su mentora a Chabuca Granda por ser "la que respaldó mi carrera" y "el punto de partida de mi carrera". En esos inicios Cecilia Barraza graba un tema que la convierte en una de las representantes de la música criolla de la época: Toro mata. En el año 1973, participa en el Festival de Chiclayo, donde obtiene el primer lugar en el género criollo; logrando el mismo triunfo al año siguiente (1974), en el Festival de Ancón. Tuvo también un gran éxito con un vals de Los Troveros Criollos, Nunca me faltes. Sus giras mundiales se iniciaron en Moscú en julio del año 1975, y pasaron por la ciudad de Nueva York. En 1977, es contratada por una gran empresa japonesa para diversas presentaciones en ese país, gira que duraría 2 meses y medio.
En julio de 1981 vuelve con Chabuca Granda para una serie de presentaciones por la República Argentina. En 1982, participa en la despedida de Victoria Santa Cruz del Perú en el Teatro Municipal. Victoria, eminente folclorista y compositora, definió a Cecilia como "una exquisita artista". En 1983, retorna a la ciudad de los rascacielos, Nueva York. Además asumió brevemente el programa Noche de gala criolla en RTP (hoy TV Perú). En 1987, es invitada al Festival Internacional de La Habana, Cuba. Ese mismo año actúa en La Paz, Bolivia. Al siguiente año (1988), realiza presentaciones en la ciudad de San Francisco, California. Luego vendrían actuaciones en Quito, Ecuador (1994), gira por Estados Unidos y varias ciudades europeas como Madrid, Barcelona, Ginebra, París, Múnich, Roma y Londres (1995). Debido al éxito de la gira retorna el año siguiente a Europa, agregando a la gira la ciudad de Berlín. En 1998, se presenta en San José, Costa Rica y luego en 1999 y 2000, vuelve a actuar en varias ciudades de la Unión Americana, esta vez contratada exclusivamente por la empresa de espectáculos.
Durante el quinquenio 2001-2006, condujo con mucho éxito el programa Mediodía criollo en el canal estatal TV Perú, que fue producida por Teresa Blanco. En 2007 presentó el programa especial por los 50 años del canal del Estado. Además, el sábado 21 de julio del 2007, regresó a la conducción en el mismo canal con el programa Lo nuestro con Cecilia Barraza, en el que no solo abarca la música criolla, sino que difunde todas las expresiones artísticas y musicales del Perú. Sin embargo, en 2008 fue programa fue cancelado tras una medida de corte de presupuesto, que generó la preocupación del primer ministro Jorge del Castillo. El sábado 31 de octubre del 2009, estrenó su nuevo programa Corazón peruano de tres horas de duración en el mismo canal del Estado mismo que se emitió hasta abril del 2010. A finales de octubre del mismo año estrenó su programa de conversaciones Cántame tu vida.
Su forma de cantar le ha permitido compartir escenarios con artistas de talla mundial entre los que destacan Eva Ayllón, Cecilia Bracamonte, José Escajadillo Farro, Susana Baca, Tania Libertad, Arturo "Zambo" Cavero, Óscar Avilés, Regina Alcóver, Edith Barr, Alicia Maguiña, Amanda Portales, Chabuca Granda, Lucía de la Cruz, Soledad Pastorutti, entre otros.
En 2019 anunció su retiro temporal tras 48 años de carrera artística en su concierto en el Gran Teatro Nacional.
En el 2022, vuelve a cantar en algunas presentaciones, una de ellas en los 60 años de carrera artística de Cecilia Bracamonte junto a Regina Alcóver.
En el 2023, regresa al canto en el Aniversario de Magdalena del Mar y a la conducción de su programa "Mediodía criollo" del canal TV Perú, perteneciente a IRTP, luego de varios años de ausencia televisiva.

## Reconocimientos
En 2006 Barraza recibió la medalla de Lima, reconocimiento entregado por Luis Castañeda Lossio.

## Discografía
- Cecilia Barraza (1971)
- Vol. II (1974)
- Volumen III (1977)
- Lo mejor de... (1978)
- Yo, Cecilia Barraza (1981)
- Ahora! (1988)
- Alborotando (1997)
- Canta y Encanta (2000)
- Con Candela (2001)[17]

Fuente: